# Roxy Trophy
 (juin 2025).
Motif : Notoriété encyclopédique ?
- Archive Wikiwix
- Bing
- Cairn
- DuckDuckGo
- E. Universalis
- Gallica
- Google
- G. Books
- G. News
- G. Scholar
- Persée
- Qwant
- (zh) Baidu
- (ru) Yandex
- (wd) trouver des œuvres sur Wikidata

| 1. | Préciser le motif de la pose du bandeau. | Précisez le motif de la pose du bandeau en utilisant la syntaxe suivante : {{admissibilité à vérifier\|date=juin 2025\|motif=remplacez ce texte par le motif}}                   |
| 2. | Informer les utilisateurs concernés.     | Pensez à avertir le créateur de l'article, par exemple, en insérant le code ci-dessous sur sa page de discussion : {{subst:avertissement admissibilité à vérifier\|Roxy Trophy}} |

Le Roxy Trophy est une série de compétitions de surf féminin organisées chaque année en novembre à La Réunion, dans le sud-ouest de l'océan Indien. Disputé sur le spot de la plage des Roches Noires, à Saint-Gilles les Bains, sur le territoire de la commune de Saint-Paul, il accorde une importance particulière à l'épreuve de longboard qu'il proposait et dont la gagnante se voyait offrir une wild card pour la phase finale du championnat du monde de longboard féminin ASP, qui se tient chaque année lors du Roxy Jam à Biarritz. Le Roxy Trophy s'inspire directement de ce dernier événement : comme lui, il était sponsorisé par la marque Roxy et s'accompagnait d'une programmation musicale. La dernière édition a lieu en 2010.